# Arroz tapado
El arroz tapado es un plato casero típico de la gastronomía del Perú.

## Descripción
El arroz tapado consiste en emplatar con un molde capas de arroz blanco cocido y una intermedia de un relleno hecho de carne picada cocinada con aderezo peruano y aceitunas negras picadas y otros ingredientes como huevo cocido picado y pasas. En Arequipa se le añade al relleno ají amarillo y se acompaña con llatan, una salsa picante.